# Robert Ivanov
Robert Ivanov (Helsinki, 1994. szeptember 19. –) finn válogatott labdarúgó, posztját tekintve hátvéd. A német Eintracht Braunschweig játékosa.

## Pályafutása

### Klubcsapatokban
Ivanov Finnország fővárosában, Helsinkiben született. Az ifjúsági pályafutását a PK-35 akadémiájánál kezdte.
2012-ben mutatkozott be az LPS felnőtt keretében. 2013-ban a Myllypuro, majd 2015-ben a Viikingit szerződtette. 2016-ban a Honkához igazolt. 2020. szeptember 1-jén szerződést kötött a lengyel első osztályban szereplő Warta Poznań együttesével. Először a 2020. október 19-ei, Podbeskidzie ellen 2–1-re megnyert mérkőzésen lépett pályára. Első gólját 2021. augusztus 1-jén, a Pogoń Szczecin ellen hazai pályán 1–1-es döntetlennel zárult találkozón szerezte meg. 2023. június 16-án két évre szóló szerződést írt alá a német Eintracht Braunschweig csapatával. 2023. október 8-án szerezte meg első gólját a Paderborn
elleni 3–1-re elvesztett hazai mérkőzésen.

### A válogatottban
2019-ben debütált a finn válogatottban. Először a 2019. január 8-ai, Svédország ellen 1–0-ra megnyert mérkőzés 85. percében, Albin Granlundot váltva lépett pályára. 2021. június 1-jén bekerült a 2020-as labdarúgó-Európa-bajnokságra utazó végleges keretbe.

## Statisztikák
2023. május 27. szerint
| Klub         | Szezon   | Osztály     | Bajnokság | Bajnokság | Kupa  | Kupa | Nemzetközi | Nemzetközi | Összesen | Összesen |
| Klub         | Szezon   | Osztály     | Meccs     | Gól       | Meccs | Gól  | Meccs      | Gól        | Meccs    | Gól      |
| ------------ | -------- | ----------- | --------- | --------- | ----- | ---- | ---------- | ---------- | -------- | -------- |
| Warta Poznań | 2020–21  | Ekstraklasa | 22        | 0         | 1     | 0    | —          | —          | 23       | 0        |
| Warta Poznań | 2021–22  | Ekstraklasa | 31        | 1         | 1     | 0    | —          | —          | 32       | 1        |
| Warta Poznań | 2022–23  | Ekstraklasa | 31        | 1         | 1     | 0    | —          | —          | 32       | 1        |
| Warta Poznań | Összesen | Összesen    | 84        | 2         | 3     | 0    | 0          | 0          | 87       | 2        |
| Összesen     | Összesen | Összesen    | 84        | 2         | 3     | 0    | 0          | 0          | 87       | 2        |

### A válogatottban
| Válogatott | Év       | Pályára lépés | Gól |
| ---------- | -------- | ------------- | --- |
| Finnország | 2019     | 2             | 0   |
| Finnország | 2021     | 6             | 0   |
| Finnország | 2022     | 9             | 0   |
| Finnország | 2023     | 10            | 0   |
| Finnország | 2024     | 8             | 0   |
| Összesen   | Összesen | 35            | 0   |